# Jean-Pierre Kempf
Pour les articles homonymes, voir Kempf.
Jean-Pierre Kempf, né à Eschbach le 10 octobre 1937 et mort le 3 juin 2010 à Bischwiller, est un prêtre et compositeur français. Il est l'auteur de nombreux chants religieux chrétiens.

## Biographie
Il est né à Eschbach en 1937, issu d'une fratrie de neuf enfants, dont deux prêtres et une sœur religieuse. Il a étudié à Walbourg, Zillisheim et Strasbourg.
Il est ordonné prêtre en 1964. D'abord à Haguenau pendant un an, il est devenu vicaire à la cathédrale de Strasbourg. Il devient alors directeur de la chorale des jeunes, qui anime notamment une régulière « Messe des jeunes » dans l'église du collège Saint-Étienne de Strasbourg.
Jean-Pierre Kempf a également été prêtre dans la paroisse Saint-Urbain de Strasbourg Neudorf. Il a aussi été directeur de cycle au Grand Séminaire de Strasbourg, aumônier départemental des Guides de France du Bas-Rhin.
Il est décédé le 3 juin 2010 à l'âge de 72 ans.

## Composition
Il a écrit de nombreuses musiques pour les chants de Pierre-Michel Gambarelli et Charles Singer. 
Parmi son répertoire :
au moins 78 chants sont attribués à « Jean-Pierre Kempf »
Titre     (créateur)
- A prendre ou à laisser     (Gambarelli/Kempf/Studio SM)
- Alléluia pour la vie     (Gambarelli/Kempf/Studio SM)
- Allume un grand feu     (Gambarelli/Akepsimas/Kempf/Studio SM)
- Au nom de l'Évangile     (Gambarelli/Kempf/Studio SM)
- Avec Dieu notre Père     (Bernard/Kempf/Bayard)
- Bas les masques     (Gambarelli/Kempf/Studio SM)
- Bâtisseurs de ponts     (Gambarelli/Kempf/Studio SM)
- Béni soit Dieu     (AELF/Kempf/Studio SM)
- Béni soit Dieu pour le don de son Esprit     (Bernard/Kempf/ADF-Musique)
- C'est le vivant !     (Studio SM)
- C'est Noël sur la terre et dans le ciel     (Gambarelli/Kempf/Studio SM)
- Chantons la vie     (Kempf/Wackenheim/Studio SM)
- Comme l'astre du matin     (Singer/Kempf/Studio SM)
- Comme la pluie !     (Studio SM)
- Comme un veilleur     (Studio SM)
- Compagnon l'avenir     (Gambarelli/Kempf/Studio SM)
- Coup de cœur     (Studio SM)
- Dieu est en attente     (Singer/Kempf/Studio SM)
- Esprit de tous les feux     (Gambarelli/Kempf/Studio SM)
- Et moi, votre Dieu     (Studio SM)
- Fais surgir     (Studio SM)
- Fils d'homme d'après ez 2,1-5     (Studio SM)
- Gloire à Dieu, Seigneur des Univers     (Singer/Kempf/Langree/Studio SM)
- Gloire a notre Dieu     (Studio SM)
- Grande anamnèse     (Studio SM)
- Heureux l'homme     (Studio SM)
- Il est Dieu !     (Studio SM)
- Inventer demain     (Gambarelli/Kempf/Studio SM)
- Je crois en Dieu     (Gambarelli/Kempf/ADF-Musique)
- Je crois en Dieu     (Gambarelli/Kempf/Studio SM)
- Je te salue, Marie     (Gambarelli/Kempf/Studio SM)
- Jérusalem     (Bernard/Kempf/ADF-Musique)
- Jésus-Christ, Fils de Dieu !     (Kempf/Studio SM)
- Jésus-Christ, soleil pour notre terre     (Studio SM)
- Juste un mot Merci     (Gambarelli/Kempf/Studio SM)
- Le laboureur a laboure     (Studio SM)
- Le sel de la paix     (Gambarelli/Kempf/ADF-Musique)
- Mais pour toi     (Studio SM)
- Maître de tout     (Gambarelli/Kempf/Trad. Polonais/Studio SM)
- Marie, Éternelles Louanges     (Gambarelli/Kempf/Studio SM)
- Merci, Seigneur, merci     (Gambarelli/Kempf/Studio SM)
- Messe des terres nouvelles     (Gambarelli/Kempf/Studio SM)
- Messe des Terres Nouvelles - Acclamation     (Gambarelli/Kempf/Studio SM)
- Messe des Terres Nouvelles - Dans le Silence     (Gambarelli/Kempf/Studio SM)
- Messe Parole et Lumière     (Gambarelli/Kempf/Studio SM)
- Messe Parole et Lumière - Alléluia pour la vie     (Gambarelli/Glaeser/Kempf/Studio SM)
- Messe Parole et Lumière - Entends, Seigneur, notre prière     (Gambarelli/Glaeser/Kempf/Studio SM)
- Messe Parole et Lumière - Pardonne-nous, toi notre Père     (Gambarelli/Glaeser/Kempf/Studio SM)
- Messe Parole et Lumière - Saint le Seigneur, Saint notre Dieu     (Gambarelli/Glaeser/Kempf/Studio SM)
- Messe Parole et Lumière - Toi, l'Agneau de Dieu     (Gambarelli/Glaeser/Kempf/Studio SM)
- Mon prénom     (Gambarelli/Kempf/ADF-Musique)
- N'oublie pas le cri     (Singer/Kempf/Studio SM)
- Notre-Dame de la Terre     (Gambarelli/Kempf/Studio SM)
- Nous proclamons Marana Tha !     (Gambarelli/Kempf/Studio SM)
- Nous sommes les enfants du même Père     (Gambarelli/Kempf/Bayard)
- Où es-tu ?     (Gambarelli/Kempf/Studio SM)
- Oui la paix     (Gambarelli/Kempf/Studio SM)
- Par Jésus-Christ     (Gambarelli/Kempf/Bayard)
- Passeur d'homme     (Gambarelli/Kempf/Studio SM)
- Peuple de lumière     (Singer/Kempf/Studio SM)
- Pour les hommes et pour les femmes     (Gambarelli/Kempf/Studio SM)
- Pour les hommes et pour les femmes refrain pour la prière universelle     (Gambarelli/Kempf/Studio SM)
- Pour tous mes frères     (Singer/Kempf/Studio SM)
- Regarde-nous     (Studio SM)
- Réponds-moi     (Singer/Kempf/Studio SM)
- Saint Seigneur Dieu     (Gambarelli/Kempf/Studio SM)
- Seigneur Jésus, d'un mot, d'un signe     (Gambarelli/Kempf/Studio SM)
- Seigneur Jésus, tu nous appelles     (Studio SM)
- Soleil dans notre nuit     (Studio SM)
- Sur ton cœur     (Singer/Kempf/Studio SM)
- Terres nouvelles     (Gambarelli/Kempf/Studio SM)
- Ton Amour, Seigneur     (Kempf/Wackenheim/Caecilia)
- Tout la-haut     (Gambarelli/Kempf/Studio SM)
- Un bateau s'en va     (Studio SM)
- Un monde à aimer     (Gambarelli/Kempf/Studio SM)
- Une croix de lumière     (Studio SM)
- Voici venir en foule     (Gambarelli/Kempf/Studio SM)
- Voyageur de l'Evangile     (Studio SM)